# Ribeirão Campo Alegre
Ribeirão Campo Alegre (Rio Campo Alegre) är ett vattendrag i Brasilien.   Det ligger i delstaten Pará, i den centrala delen av landet, 800 km norr om huvudstaden Brasília.
I omgivningarna runt Ribeirão Campo Alegre växer i huvudsak städsegrön lövskog. Trakten runt Ribeirão Campo Alegre är nära nog obefolkad, med mindre än två invånare per kvadratkilometer.